# Райналд III (Бургундия)
Райналд III (на френски: Renaud III de Bourgogne, Rainald III, * 1093, † 1148) от Иврейската династия, е от 1102 г. граф на Макон и Виен заедно с брат му Вилхелм II, и от 1127 г. граф на Бургундия (днешния Франш Конте).

## Биография
Райналд III е син на граф Стефан I († убит на 27 май 1102 г., Ашкелон в Кръстоносния поход от 1101) и Беатрис († сл. 1102) от Горна Лотарингия, дъщеря на херцог Герхард от Лотарингия и Хадвига от Намюр. Той е внук по бащина линия на граф Вилхелм I Велики и племенник на папа Каликст II (1119 – 1124). Майка му е роднина на папа Стефан X (1057 – 1058).
След смъртта на братовчед му Вилхелм III Детето на 1 март 1127 г. той има претенции за Графство Бургундия едновременно с херцог Конрад I от Церинген, който има помощта на крал Лотар III от Суплинбург. Райналд има успех в Безансон, но трябва да отстъпи всичките си територии източно от Юра на Церингите.
Райналд III се жени през 1130 г. за Агата от Лотарингия († април 1147), дъщеря на херцог Симон I от Лотарингия и Аделхайд от Льовен. Неговата единствена дъщеря Беатрис Бургундска (* 1140, † 15 ноември 1184) става негова последничка през 1148 г. и 1156 г. съпруга на император Фридрих I Барбароса.